# 泰豪
泰豪公司是成立於1988年7月的一家中華人民共和國公司。公司旗下泰豪科技股份有限公司（上交所：600590）为中国智能建筑电气产业首家上市公司，曾經为泰达环保指数（深交所：399358）成分股。